# Giulio Savelli (politico)
Giulio Savelli (Roma, 27 settembre 1941 – Roma, 12 maggio 2020) è stato un editore e politico italiano.

## Biografia
È nato a Roma nel 1941, da famiglia nobile (principi Savelli).
Nel 1963 ha fondato la casa editrice Samonà e Savelli (che chiuse nel 1982) ed è stato l'editore più rappresentativo della nuova sinistra negli anni sessanta e settanta: tra i 1200 titoli pubblicati restano nella memoria La strage di Stato  e Porci con le ali. Nel 1966 fu espulso dal Partito Comunista Italiano per avere pubblicato il periodico La Sinistra diretto da Lucio Colletti, su posizioni di comunismo libertario. Savelli fu editore del mensile Soviet, che fu distribuito per soli cinque numeri tra il 1970 e 1971.
Nel 1975 ha fondato Radio Città Futura insieme a Renzo Rossellini. Quindi ha fondato e diretto alla fine degli anni settanta il settimanale Il Leviatano, al quale hanno collaborato tra gli altri ancora Lucio Colletti, Antonio Martino, Alberto Ronchey e Rosario Romeo. Nel 1984 sposa Pialuisa Bianco.
A partire dagli anni ottanta ha seguito un itinerario politico e culturale che lo ha portato su posizioni liberali. Nel 1996 è stato eletto deputato alla Camera, nella lista di Forza Italia. Dopo alcuni mesi nel gruppo misto, nel 1998 passa all'UDR e nel marzo 1999 al CCD. Conclude il proprio mandato parlamentare nel 2001. Ha collaborato con vari giornali fino alla morte, avvenuta a Roma il 12 maggio 2020, al'età di 78 anni.

## Opere
- Sigaro mio: storia e gusto del sigaro fatto a mano, IdeaLibri, 2001, ISBN 88-7082-690-2.
- Riforme e libertà, Milano, Spirali, 1996, ISBN 88-7770-439-X.
- Che cosa vuole la Lega, collana Il cammeo, prefazione di Umberto Bossi, Milano, Longanesi, 1992, ISBN 88-304-1091-8.